# Липодаев, Иван Алексеевич
Иван Алексеевич Липодаев (8 [21] мая 1904, Мигулинская, область Войска Донского — 8 января 1968, Москва) — советский военачальник, участник Великой Отечественной войны, генерал-лейтенант (1958).

## Биография
Иван Липодаев родился 21 (8) мая 1904 года в станице Мигулинская Донецкого округа Области войска Донского (ныне Верхнедонской район, Ростовская область) в крестьянской семье. Русский.
Член ВКП(б) с 1927 года.
Окончил среднюю школу экстерном в 1938 году. Высшая военная академия имени К. Е. Ворошилова (1955).

### Служба в армии
10 октября 1926 года призван в РККА Мешковским РВК Ростовской области.
С 10 октября 1926 года красноармеец, с сентября 1927 года — младший командир 60-го Богуславского кавалерийского эскадрона (Московского ВО).
С ноября 1927 года ответственный секретарь бюро ВЛКСМ 59-го кавалерийского полка 14-й кавалерийской дивизии. С декабря 1929 года заведующий библиотекой, с августа 1930 г. — политрук батареи, с 1 января 1932 года — ответственный секретарь партбюро 116-го артиллерийского полка.
С 5 октября 1934 года ответственный секретарь партбюро Объединённой школы артиллерийских и оружейных техников (в 1937 году преобразована в Тамбовское артиллерийско-оружейное техническое училище).
С 14 марта 1935 года старший инструктор по организации партработы политотдела 14-й механизированной бригады.
С 13 января 1937 года военный комиссар отдельной учебного танкового батальона 14-й механизированной бригады.
С 10 августа 1937 года начальник политотдела 14-й механизированной бригады.
С 29 октября 1938 года начальник политотдела Тамбовского кавалерийского училища.
С 17 октября 1939 года военный комиссар, а затем зам.начальника по политчасти Тульского оружейно-технического училища.
С 29 ноября 1940 года слушатель Высших курсов политсостава КА Главного Политуправления.

### В Великую Отечественную войну
Начало Великой Отечественной войны встретил в прежней должности.
С 1 июля по 3 сентября 1941 года заместитель командира 22-го механизированного корпуса по политической части. Тяжело ранен.
В сентябре — октябре 1941 года в распоряжении ПУ Юго-Западного фронта.
С октября 1941 года по сентябрь 1942 года на излечении в госпитале в Фергане Узбекской ССР.
С 19 октября 1942 года по 14 сентября 1944 г. заместитель командующего войсками Костеревского танкового военного лагеря (затем Харьковского, затем Белорусского) по политической части.
С 14 сентября 1944 года заместитель начальника по политической части Главного Управления формирования и боевой подготовки БТ и МВ.

### После войны
С 13 марта 1946 года начальник политотдела 2-й гвардейской механизированной армии Группа Советских оккупационных войск в Германии.
Со 2 июля 1947 года заместитель командира по политической части 3-й гвардейской отдельной кадрованной танковой дивизии.
С 9 января 1950 года заместитель командира по политической части 3-й гвардейской механизированной армии.
С 8 июля 1950 года Член Военного Совета 8-й гвардейской механизированной армии Группы советских войск в Германии.
С 12 февраля 1953 года слушатель Высшей Военной Академии им. Ворошилова.
С 23 апреля 1956 года Член Военного Совета 1-й гвардейской механизированной армии.
С 28 сентября 1957 года Член Военного Совета, начальник Политического управления Северного военного округа. 19 мая 1960 года с частью передан в состав Ленинградского ВО (Северный ВО был расформирован 18.03.1960 г.). С 1 августа 1960 года в распоряжении Главного Политуправления.
С 14 марта 1961 года — и. д. инспектора Инспекции партийно-организационного управления.
С 30 июня 1961 года старший инспектор Инспекции по ВУЗам Управления партийных организаций и политорганов Сухопутных войск Главного Политуправления.
С 4 октября 1961 года — секретарь партийного комитета Военной Академии им. Фрунзе.
С 31 декабря 1965 года в распоряжении Главного Политуправления Советской армии и Военно-морского флота.
21 марта 1966 года Приказом МО № 111 уволен в отставку по ст. 60 б.
Умер 8 января 1968 года. Похоронен в Москве на Новодевичьем кладбище.

## Награды
- Орден Ленина (19.11.1951)[6];
- Орден Красного Знамени, три: (15.12.1943)[7][8], (05.11.1946)[9], (30.12.1956)[10];
- Орден Отечественной войны I степени, (27.09.1944)[11];
- Орден Красной Звезды (03.11.1944)[12];

- Медаль «За победу над Германией в Великой Отечественной войне 1941-1945 гг.», 9 мая

1945 года;
- Медаль «За победу над Японией», 3 сентября 1945 года[3];
- Медаль «За освобождение Варшавы», 9 июня 1945 года[3];
- Юбилейная медаль «30 лет Советской Армии и Флота»;
- Юбилейная медаль «40 лет Вооружённых Сил СССР»;
- Иностранные награды:
  - Орден «Virtuti Militari» 5-го класса (Польша) (1946)[14];
  - Медаль «За Варшаву 1939—1945»(27.4.1946)[15];

## Воинские звания
- ст. политрук (Приказ НКО № 0812 от 17.11.1936),
- батальонный комиссар (Приказ НКО № 0794 от 10.08.1937),
- полковой комиссар (Приказ НКО № 00919 от 23.12.1939),
- полковник (Приказ НКО № 0384/п от 20.01.1943)[16],
- генерал-майор т/в (Постановление СНК СССР № 1254 от 19.09.1944)[16],
- генерал-лейтенант (18.02.1958)[16].

## Память
- Имя воина увековечено в Главном Храме Вооружённых сил России и на мемориале «Дорога памяти»[17].